# Boogie woogie (dans)
Boogie woogie är den tävlingsdans som mest ska efterlikna det man dansade till rockmusik på 1950-talet. Boogie woogie kan dansas till den pianobaserade musik som har namnet boogie woogie, men oftare använder man sig av modern eller gammal rockmusik. I Sverige är dansen mest en tävlingsform, men nere på kontinenten är den en relativt väl spridd som sällskapsdans. 
Boogie woogie är i sin tävlingsform en icke koreograferad och förd. Danstävlingar anordnas nationellt av Svenska Danssportförbundet och internationellt av World Rock'n'Roll Confederation. Det finns både vuxenklasser, juniorklasser och ungdomsklasser. Namnet boogie woogie används nästan bara i Europa. Delar av det som kallas East Coast Swing är troligen den amerikanska motsvarighet som kommer närmast.
Dansens grundsteg löper över sex taktslag, alltså en och en halv takt och kan utföras exempelvis med hjälp av två trippelsteg följt av två vanliga gåsteg. Dansen är baserad på platsbyten, och till skillnad från lindy hop där platsbytena sker på trippelstegen sker platsbytena i boogien på gåstegen.

## Historia
Dansen har sitt ursprung i lindy hop (Jitterbugg), som dansas till swingmusik. När rocken slog igenom på 1950-talet behölls stora delar av sättet att dansa, men dansens karaktär ändrades för att passa den nya musiken. Rocken som tävlingsdans grenades dock upp. En halva utövare satsade på flyt och musikanpassning. Hos den andra halvan fick grundsteget en större fokus på sparkar, så kallade kickar, och akrobatiska inslag fick starkt fäste.
Det hela gick så långt att man började betrakta det som två olika danser. Efter att länge ha slagits om namnet fick den gren med distinkta sparkar och akrobatiska inslag behålla namnet rock'n'roll. Den andra grenen bytte namn till Rock'n'Roll of the 50s, men på grund av problem att skilja dansernas namn åt ändrades namnet till just boogie woogie.